# Christopher Miner Spencer
Christopher Miner Spencer (ur. 20 czerwca 1833 w Manchester (Connecticut), zm. 14 stycznia 1922 tamże) – amerykański wynalazca, inżynier i rusznikarz. W swoim dorobku posiada karabin powtarzalny (karabin Spencera), napędzany parą "powóz bezkonny" oraz tokarkę wieżyczkową. Był uczniem Samuela Colta.